# فهرست امپراتوران بیزانس

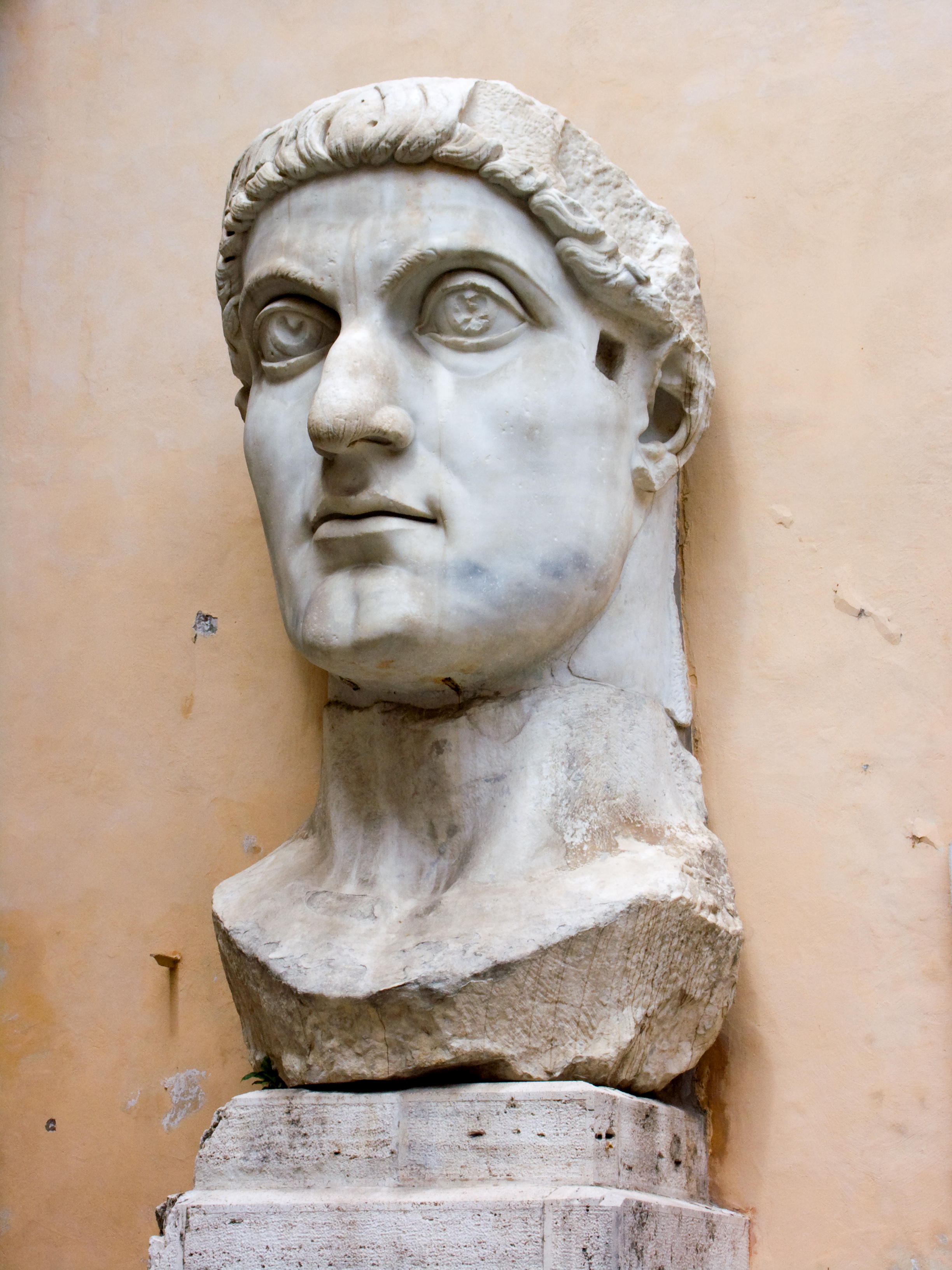
کنستانتین بزرگ

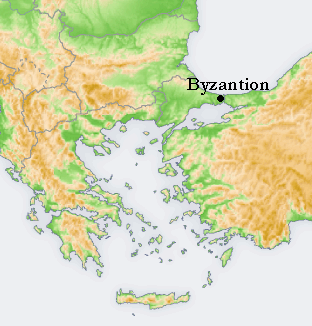
شهر باستانی بیزانس، که اکنون استانبول نامیده می‌شود.

این یک فهرست از امپراتوران روم شرقی است که مورخان مدرن معمولاً آنها را بعنوان امپراتوران بیزانس می‌شناسند. این فهرست شامل ولیعهدها و مدعیان سلطنت _که موفق به حکمرانی نشده‌اند_ نمی‌شود.
فهرست با کنستانتین بزرگ شروع می‌شود. او اولین امپراتور مسیحی امپراتوری بیزانس بود. کنستانتین در سال ۳۳۰ میلادی، پایتخت امپراتوری روم را، از روم، به شهر بیزانس، منتقل کرد. با تغییر پایتخت، امپراتوری روم به امپراتوری بیزانس، تغییر نام داد. از این پس نام شهر بیزانس نیز تغییر پیدا کرده و کنستانتینوپول یا شهر کنستانتین، خوانده شد. قسطنطنیه معرب کنستانتینوپول است. این شهر در دوران جمهوری ترکیه به استانبول تغییر نام داد.

## تقسیم روم به دو بخش غربی و شرقی
در سال ۳۹۵ (میلادی)، تئودوسیوس یکم روم را، به دو بخش مجزای امپراتوری روم غربی و امپراتوری روم شرقی، تقسیم کرد. از این تاریخ به بعد، بیزانس فقط به قسمت روم شرقی گفته می‌شود.

## القاب عمومی امپراتوران روم
عنوان تمام امپراتوران قبل از هراکلیوس، اگوستیوس بوده‌است. گرچه عناوینی نظیر دومینوس، هم بکار می‌رفته است. برای مثال:
Caesar Flavius Valerius Aurelius Constantinus Augustus
بعد از هراکلیوس، عنوان امپراتورها، عموماً به باسیلیوس (Gr. Βασιλεύς) یونانی تبدیل شده که معنی پادشاه و حاکمیت می‌داده‌است.
بدنبال به قدرت رسیدن امپراتوری رقیب، در اروپای غربی (امپراتوری مقدس روم)، عنوان آتوکراتور (Gr. Αυτοκράτωρ) هم همچنان به‌طور مکرر بکار برده می‌شده‌است.
پادشاهان خارجی با واژهٔ جدید رگان (Gr. Ρήγας، from the Lat. "Rex") یا یک اصطلاح عمومی دیگر، آرگون (Gr. Άρχων، "ruler") نامیده می‌شدند. در قرون آخر امپراتوری مسیحیان غربی، امپراتوران بیزانس، امپراتوران یونانی خوانده می‌شدند.
بعد از نابودی امپراتوری غربی، امپراتوری بیزانس، خود را امپراتور واقعی مسیحیت و حاکم مطلق رومیان، بحساب می‌آورد.

## فهرست سلسله‌های امپراتوری بیزانس

گسترهٔ زمانی امپراتوری روم:
جمهوری روم ۵۰۹ تا ۲۷ پیش از میلاد.
امپراتوری روم ۲۷ پیش از میلاد تا ۳۹۵ میلادی.
امپراتوری روم غربی ۳۹۵ تا ۴۷۶ میلادی.
امپراتوری روم شرقی ۳۹۵ تا ۱۴۵۳ میلادی.

| ترتیب | سال‌های حکمرانی (میلادی) | نام سلسله                    |
| ----- | ----------------------- | ---------------------------- |
| ۱     | ۳۰۵–۳۶۳                 | کنستانتین                    |
| ۲     | ۳۶۳–۳۶۴                 | بدون نام                     |
| ۳     | ۳۶۴–۴۵۷                 | والنتیان - تئودوسیوس         |
| ۴     | ۴۵۷–۵۱۸                 | لئونید                       |
| ۵     | ۵۱۸–۶۰۲                 | یوستی نیانوس یا ژوستینیان    |
| ۶     | ۶۰۲–۶۱۰                 | بدون نام                     |
| ۷     | ۶۱۰–۶۹۵                 | هراکلین                      |
| ۸     | ۶۹۵–۷۱۷                 | هرج و مرج بیست ساله          |
| ۹     | ۷۱۷–۸۰۲                 | ایسائواورین                  |
| ۱۰    | ۸۰۲–۸۱۳                 | نیک فورس                     |
| ۱۱    | ۸۱۳–۸۲۰                 | بدون نام                     |
| ۱۲    | ۸۲۰–۸۶۷                 | فری گیان                     |
| ۱۳    | ۸۶۷–۱۰۵۶                | ماسه دونیان                  |
| ۱۴    | ۱۰۵۶–۱۰۵۷               | بدون نام                     |
| ۱۵    | ۱۰۵۷–۱۰۵۹               | کومننید                      |
| ۱۶    | ۱۰۵۹–۱۰۸۱               | دوکید                        |
| ۱۷    | ۱۰۸۱–۱۱۸۵               | کومننید                      |
| ۱۸    | ۱۱۸۵–۱۲۰۴               | آنجلید                       |
| ۱۹    | ۱۲۰۴–۱۲۶۱               | لاسکارید (امپراتوری نیکاریا) |
| ۲۰    | ۱۲۶۱–۱۴۵۳               | فالا ئی او لوگان             |
| ۲۱    | ۱۴۵۳–۱۵۰۲               | فالا ئی او لوگان             |

## کنستانتین ۳۰۵–۳۶۳
| سال‌های حکمرانی (میلادی) | نام امپراتور       | سال تولد | تصویر |
| ----------------------- | ------------------ | -------- | ----- |
| ۳۰۶–۳۳۷                 | کنستانتین بزرگ     | ۲۸۰      |       |
| ۳۳۷–۳۶۱                 | کنستانتین دوم      | ۳۱۷      |       |
| ۳۶۱–۳۶۳                 | یولیانوس یا ژولیان | ۳۳۲      |       |

## بدون نام ۳۶۳–۳۶۴
| سال‌های حکمرانی (میلادی) | نام امپراتور | سال تولد | تصویر |
| ----------------------- | ------------ | -------- | ----- |
| ۳۶۳–۳۶۴                 | ژوویان       | ۳۳۲      |       |

## والنتیان - تئودوسیوس ۳۶۴–۴۵۷
| سال‌های حکمرانی (میلادی) | نام امپراتور         | سال تولد | تصویر |
| ----------------------- | -------------------- | -------- | ----- |
| ۳۶۴–۳۶۴                 | والنتینیان یکم       | ۳۲۱      |       |
| ۳۶۴–۳۷۸                 | والنس                | ۳۲۸      |       |
| ۳۷۸–۳۷۹                 | گراتیان              | ۳۵۹      |       |
| ۳۷۹–۳۹۵                 | تئودوسیوس یکم        | ۳۴۷      |       |
| ۳۹۵–۴۰۸                 | آرکادیوس             | ۳۷۷      |       |
| ۴۰۸–۴۵۰                 | تئودوسیوس دوم        | ۴۰۱      |       |
| ۴۵۰–۴۵۷                 | مارسیان یا مارسیانوس | ۳۹۶      |       |

## لئونید ۴۵۷–۵۱۸
| سال‌های حکمرانی (میلادی) | نام امپراتور   | سال تولد | تصویر |
| ----------------------- | -------------- | -------- | ----- |
| ۴۵۷–۴۷۴                 | لئوی یکم       | ۴۰۱      |       |
| ۴۷۴–۴۷۴                 | لئوی دوم       | ۴۶۷      |       |
| ۴۷۴–۴۷۵                 | زنو            | ۴۲۵      |       |
| ۴۷۵–۴۷۶                 | باسیلیسکوس     | ؟        |       |
| ۴۷۶–۴۹۱                 | زنو            | ۴۲۵      |       |
| ۴۹۱–۵۱۸                 | آناستاسیوس یکم | ۴۳۰      |       |

## یوستی نیانوس یا ژوستینیان ۵۱۸–۶۰۲
| سال‌های حکمرانی (میلادی) | نام امپراتور                      | سال تولد | تصویر |
| ----------------------- | --------------------------------- | -------- | ----- |
| ۵۱۸–۵۲۷                 | ژوستین یکم                        | ۴۵۰      |       |
| ۵۲۷–۵۶۵                 | یوستی نیانوس یکم یا ژوستینیان یکم | ۴۸۲      |       |
| ۵۶۵–۵۷۸                 | یوستین دوم یا ژوستین دوم          | ۵۲۰      |       |
| ۵۷۸–۵۸۲                 | تیبریوس دوم کنستانتین             | ۵۲۰      |       |
| ۵۸۲–۶۰۲                 | موریکیوس یا موریس                 | ۵۳۹      |       |

## بدون نام ۶۰۲–۶۱۰
| سال‌های حکمرانی (میلادی) | نام امپراتور | سال تولد | تصویر |
| ----------------------- | ------------ | -------- | ----- |
| ۶۰۲–۶۱۰                 | فوکاس        | ؟        |       |

## هراکلین ۶۱۰–۷۱۱
| سال‌های حکمرانی (میلادی) | نام امپراتور                      | سال تولد | تصویر |
| ----------------------- | --------------------------------- | -------- | ----- |
| ۶۱۰–۶۴۱                 | هراکلیوس                          | ۵۷۵      |       |
| ۶۴۱–۶۴۱                 | کنستانتین سوم                     | ۶۱۲      |       |
| ۶۴۱–۶۴۱                 | هراکلوناس                         | ۶۲۶      |       |
| ۶۴۱–۶۶۸                 | کنستانس دوم                       | ۶۳۰      |       |
| ۶۶۸–۶۸۱                 | کنستانتین چهارم                   | ۶۵۲      |       |
| ۶۸5–۶۹۵                 | یوستی نیانوس دوم یا ژوستینیان دوم | ۶۶۹      |       |

## هرج و مرج بیست ساله ۶۹۵-۷۱۷
| سال‌های حکمرانی (میلادی) | نام امپراتور                      | سال تولد | تصویر |
| ----------------------- | --------------------------------- | -------- | ----- |
| ۶۹۵-۶۹۸                 | لئونتیوس                          | ؟        |       |
| ۶۹۸-۷۰۵                 | تیبریوس سوم                       | ؟        |       |
| ۷۰۵-۷۱۱                 | یوستی نیانوس دوم یا ژوستینیان دوم | ۶۶۹      |       |
| ۷۱۱-۷۱۳                 | فیلیپیکوس                         | ؟        |       |
| ۷۱۳-۷۱۵                 | آناستاسیوس دوم                    | ؟        |       |
| ۷۱۷–۷۱۵                 | تئودوسیوس سوم                     | ؟        |       |

## ایسائواورین ۷۱۷–۸۰۲
| سال‌های حکمرانی (میلادی) | نام امپراتور      | سال تولد | تصویر |
| ----------------------- | ----------------- | -------- | ----- |
| ۷۱۷–۷۲۰                 | لئوی سوم          | ۶۸۵      |       |
| ۷۲۰–۷۴۱                 | کنستانتین پنجم    | ۷۱۸      | -     |
| ۷۴۱–۷۷۵                 | آرتاباسدوس        | ؟        | -     |
| ۷۷۵–۷۸۰                 | لئوی چهارم (خزار) | ۷۵۰      |       |
| ۷۸۰–۷۹۷                 | کنستانتین ششم     | ۷۷۱      |       |
| ۷۸۰–۸۰۲                 | ایرنه             | ۷۲۵      |       |

## نیک فورس ۸۰۲–۸۱۳
| سال‌های حکمرانی (میلادی) | نام امپراتور  | سال تولد | تصویر |
| ----------------------- | ------------- | -------- | ----- |
| ۸۰۲–۸۰۳                 | نیکه‌فوروس یکم | ؟        |       |
| ۸۰۳–۸۱۱                 | استائوراکیوس  | ؟        |       |
| ۸۱۱–۸۱۳                 | میخائیل یکم   | ؟        |       |

## بدون نام ۸۱۳–۸۲۰
| سال‌های حکمرانی (میلادی) | نام امپراتور      | سال تولد | تصویر |
| ----------------------- | ----------------- | -------- | ----- |
| ۸۱۳–۸۲۰                 | لئوی پنجم (ارمنی) | ۷۷۵      |       |

## فری گیان ۸۲۰–۸۶۷
| سال‌های حکمرانی (میلادی) | نام امپراتور | سال تولد | تصویر |
| ----------------------- | ------------ | -------- | ----- |
| ۸۲۰–۸۲۹                 | میخائیل دوم  | ۷۷۰      |       |
| ۸۲۹–۸۴۲                 | تئوفیلوس     | ۸۱۳      |       |
| ۸۴۲–۸۶۷                 | تئودورا      | ۸۱۵      |       |
| ۸۴۲–۸۶۷                 | میخائیل سوم  | ۸۴۰      |       |

## ماسه دونیان ۸۶۷–۱۰۵۶
| سال‌های حکمرانی (میلادی) | نام امپراتور       | سال تولد | تصویر |
| ----------------------- | ------------------ | -------- | ----- |
| ۸۶۷–۸۸۶                 | باسیلیوس یکم       | ۸۱۱      |       |
| ۸۸۶–۹۱۲                 | لئوی ششم           | ۸۶۶      |       |
| ۹۱۲–۹۰۸                 | اسکندر             | ۸۷۰      |       |
| ۹۰۸–۹۲۰                 | کنستانتین هفتم     | ۹۰۵      |       |
| ۹۲۰–۹۵۹                 | رومانوس یکم        | ۸۷۰      |       |
| ۹۵۹–۹۶۳                 | رومانوس دوم        | ۹۳۸      |       |
| ۹۶۳–۹۶۹                 | نیکه‌فوروس دوم      | ۹۱۲      |       |
| ۹۶۹–۹۷۶                 | ژان یکم (امپراتور) | ۹۲۵      |       |
| ۹۷۶–۱۰۲۵                | باسیلیوس دوم       | ۹۵۸      |       |
| ۱۰۲۵–۱۰۲۸               | کنستانتین هشتم     | ۹۶۰      |       |
| ۱۰۲۸–۱۰۵۰               | زوئه مقدونی        | ۹۷۸      |       |
| ۱۰۲۸–۱۰۳۴               | رومانوس سوم        | ۹۶۸      |       |
| ۱۰۳۴–۱۰۴۱               | میخائیل چهارم      | ۱۰۱۰     |       |
| ۱۰۴۱–۱۰۴۲               | میخائیل پنجم       | ۱۰۱۵     |       |
| ۱۰۴۲–۱۰۴۲               | تئودورا            | ۹۸۴      |       |
| ۱۰۴۲–۱۰۵۵               | کنستانتین نهم      | ۱۰۰۰     |       |
| ۱۰۵۵–۱۰۵۶               | تئودورا            | ۹۸۴      |       |

## بدون نام ۱۰۵۶–۱۰۵۷
| سال‌های حکمرانی (میلادی) | نام امپراتور | سال تولد | تصویر |
| ----------------------- | ------------ | -------- | ----- |
| ۱۰۵۶–۱۰۵۷               | میخائیل ششم  | ؟        | -     |

## کومننید ۱۰۵۷–۱۰۵۹
| سال‌های حکمرانی (میلادی) | نام امپراتور | سال تولد | تصویر |
| ----------------------- | ------------ | -------- | ----- |
| ۱۰۵۷–۱۰۵۹               | ایزاک یکم    | ۱۰۰۵     |       |

## دوکید ۱۰۵۹–۱۰۸۱
| سال‌های حکمرانی (میلادی) | نام امپراتور  | سال تولد | تصویر |
| ----------------------- | ------------- | -------- | ----- |
| ۱۰۵۹–۱۰۶۷               | کنستانتین دهم | ۱۰۰۶     |       |
| ۱۰۶۷–۱۰۶۷               | میخائیل هفتم  | ۱۰۵۰     |       |
| ۱۰۶۷–۱۰۷۸               | رومانوس چهارم | ۱۰۳۲     |       |
| ۱۰۷۸–۱۰۸۱               | نیکه‌فوروس سوم | ۱۰۰۱     |       |

## کومننید ۱۰۸۱–۱۱۸۵
| سال‌های حکمرانی (میلادی) | نام امپراتور   | سال تولد | تصویر |
| ----------------------- | -------------- | -------- | ----- |
| ۱۰۸۱–۱۱۱۸               | آلکسیوس یکم    | ۱۰۴۸     |       |
| ۱۱۱۸–۱۱۴۳               | ژان دوم        | ۱۰۸۷     |       |
| ۱۱۴۳–۱۱۸۰               | مانوئل یکم     | ۱۱۱۸     |       |
| ۱۱۸۰–۱۱۸۳               | آلکسیوس دوم    | ۱۱۶۹     |       |
| ۱۱۸۳–۱۱۸۵               | آندرونیکوس یکم | ۱۱۱۸     |       |

## آنجلید ۱۱۸۵–۱۲۰۴
| سال‌های حکمرانی (میلادی) | نام امپراتور    | سال تولد | تصویر |
| ----------------------- | --------------- | -------- | ----- |
| ۱۱۸۵–۱۱۹۵               | ایزاک دوم       | ۱۱۵۶     |       |
| ۱۱۹۵–۱۲۰۳               | الکسیوس سوم     | ۱۱۵۳     |       |
| ۱۲۰۳–۱۲۰۳               | ایزاک دوم       | ۱۱۵۶     |       |
| ۱۲۰۳–۱۲۰۴               | الکسیوس چهارم   | ۱۱۸۲     |       |
| ۱۲۰۴–۱۲۰۴               | نیکولاس کانابوس | ؟        | -     |
| ۱۲۰۴–۱۲۰۴               | الکسیوس پنجم    | ۱۱۴۰     |       |

## لاسکارید (امپراتوری نیکاریا) ۱۲۰۴–۱۲۶۱
| سال‌های حکمرانی (میلادی) | نام امپراتور         | سال تولد | تصویر |
| ----------------------- | -------------------- | -------- | ----- |
| ۱۲۰۴–۱۲۰۵               | کنستانتین لاسکاریس   | ؟        | -     |
| ۱۲۰۵–۱۲۲۱               | تئودور یکم           | ۱۱۷۴     |       |
| ۱۲۲۱–۱۲۵۴               | ژان سوم (امپراتور)   | ۱۱۹۲     |       |
| ۱۲۵۴–۱۲۵۸               | تئودور دوم           | ۱۲۲۱     |       |
| ۱۲۵۸–۱۲۶۱               | ژان چهارم (امپراتور) | ۱۲۵۰     |       |

## فالا ئی او لوگان ۱۲۶۱–۱۴۵۳
| سال‌های حکمرانی (میلادی) | نام امپراتور              | سال تولد | تصویر |
| ----------------------- | ------------------------- | -------- | ----- |
| ۱۲۶۱–۱۲۸۲               | میخائیل هشتم              | ۱۲۲۳     |       |
| ۱۲۸۲–۱۲۹۴               | آندرونیکوس دوم            | ۱۲۵۹     |       |
| ۱۲۹۴–۱۳۲۸               | میخائیل نهم               | ۱۲۷۷     |       |
| ۱۳۲۸–۱۳۴۱               | آندرونیکوس سوم            | ۱۲۹۷     |       |
| ۱۳۴۱–۱۳۴۷               | ژان پنجم (امپراتور)       | ۱۳۳۲     |       |
| ۱۳۴۷–۱۳۵۴               | ژان ششم (امپراتور بیزانس) | ۱۲۹۲     |       |
| ۱۳۵۴–۱۳۵۴               | متئو کانتاکوزنوس          | ۱۳۲۵     | -     |
| ۱۳۵۴–۱۳۷۶               | ژان پنجم (امپراتور)       | ۱۳۳۲     |       |
| ۱۳۷۶–۱۳۷۹               | آندرونیکوس چهارم          | ۱۳۴۸     |       |
| ۱۳۷۹–۱۳۹۰               | ژان پنجم (امپراتور)       | ۱۳۳۲     |       |
| ۱۳۹۰–۱۳۹۰               | ژان هفتم (امپراتور)       | ۱۳۷۰     | -     |
| ۱۳۹۰–۱۳۹۱               | ژان پنجم (امپراتور)       | ۱۳۳۲     |       |
| ۱۳۹۱–۱۴۰۳               | مانوئل دوم                | ۱۳۵۰     |       |
| ۱۴۰۳–۱۴۲۵               | آندرونیکوس پنجم           | ۱۴۰۰     | -     |
| ۱۴۲۵–۱۴۴۹               | ژان هشتم (امپراتور)       | ۱۳۹۲     |       |
| ۱۴۴۹–۱۴۵۳               | کنستانتین یازدهم          | ۱۴۰۲     |       |

## فالا ئی او لوگان ۱۴۵۳–۱۵۰۲
| سال‌های حکمرانی (میلادی) | نام امپراتور | سال تولد | تصویر |
| ----------------------- | ------------ | -------- | ----- |
| ۱۴۵۳–۱۴۵۳               | دمیتریوس     | ۱۴۰۷     | -     |
| ۱۴۵۳–۱۴۶۵               | توماس        | ۱۴۰۹     |       |
| ۱۴۶۵–۱۵۰۲               | آندرئاس      | ۱۴۵۳     | -     |